# Famille d'Aa
Pour les articles homonymes, voir Aa.
Cette page explique l’histoire ou répertorie les différents membres de la famille d'Aa.
La famille d'Aa (en néerlandais van Aa, en latin de Aa) est, entre les XIe et XIVe siècles, une puissante famille noble du duché de Brabant. Elle donna entre autres plusieurs ammans à la ville de Bruxelles. Son siège historique était probablement le château de Waesbroek à Anderlecht dans le hameau d'Aa - où la toponymie rappelle l'importance de la famille. Ils ont également été seigneurs d'Anderlecht.
En 1046, la famille d'Aa installe un chapitre de chanoines dans l'église paroissiale d'Anderlecht, lui permettant d'accéder au statut de collégiale.
Déclin à partir du XIIIe siècle.
Les terres d’Elishout furent données par les Aa à l’abbaye de Forest au début du XIVe siècle.
Une partie de la seigneurie d'Aa échoit à Sweder d'Abcoude en 1381.

## Origine du nom
Aa provient du hameau d'Aa dont le nom viendrait du celte apa (en germain ahwa, en latin aqua) signifiant eau.

## Représentants
- Gérard de Aa, amman de Bruxelles en 1144[3]
- Henri de Aa, amman de Bruxelles en 1171, chevalier
- Henri d'Aa, chevalier, amman de Bruxelles en 1201, 1209, 1212 et 1213.
- Godefroy d'Aa, amman de Bruxelles en 1218

- Léon d'Aa.
  - Wauthier d'Aa, mort en 1191. Marié à Gisèle de Guisnes.
    - Léon d'Aa, mort en 1215.
      - Walter ou Wauthier d'Aa (vers 1190-1232), sire d'Aa et de Pollaer[4]. Amman de Bruxelles en 1207. Il épouse Ode de Grimberghe, héritière des terres de Grimbergen (en 1211 à la mort de son frère Arnoul)
        - Imaine d'Aa mariée avec Gilbert de Zottegem
        - Léon d'Aa, sire d'Aa, d'Anderlecht, de Grimberge, de Pollaer, de Basserode, de Lennick, de Lombeck et de Stanbergen
          - Alice d'Aa, épouse d'Henri d'Oyenbrugghe
          - Gérard d'Aa
            - Jean II d'Aa, seigneur de la Gerthuse et de Grimbergen. Marié à Marguerite de Ghistelles, morte en 1363.
              - Jean III d'Aa, chevalier, seigneur de la Gruthuyse et de Grimberghe

          - Léon d'Aa, mort en 1293
          - Gauthier d'Aa, sire de Pollaer et de Santberghe
            - Eustache d'Aa, chevalier, sire d'Oultre marié avec Élisabeth de Montigny.
            - Gérard d'Aa, chevalier, sire de Sandtberge
              - Guillaume d'Aa (ou Guillaume de Nevele), seigneur de Uyberghe. Marié à Sophie de Beaufort, morte en 1331.

## Toponymie anderlechtoise
- Quai d'Aa
- Rue d'Aa

## Pour approfondir